# Stafnsvatnahæð
Stafnsvatnahæð är en kulle i republiken Island. Den ligger i regionen Norðurland vestra, 190 km nordost om huvudstaden Reykjavík. Toppen på Stafnsvatnahæð är 723 meter över havet, eller 114 meter över den omgivande terrängen. Bredden vid basen är 7,5 km.
Trakten runt Stafnsvatnahæð är nära nog obefolkad, med mindre än två invånare per kvadratkilometer. Det finns inga samhällen i närheten. Trakten runt Stafnsvatnahæð består i huvudsak av gräsmarker.